# Wilhelm Heuer (født 1786)
 Der er flere personer med dette navn, se Wilhelm Heuer.
Wilhelm Heinrich Moritz Heuer (26. august 1786 i Ludwigslust, Mecklenburg-Schwerin – efter 1856) var en tysk kobberstikker og litograf virksom i Danmark. Han bør ikke, som det af og til sker, forveksles med litografen Wilhelm Heuer (1813-1890), der levede i Hamborg.

## Uddannelse
Hans forældre var snedkermester Ludolph Heuer og Sophie Dorothea Amalie Piehl. Heuer kom til Danmark 1803, blev 1805 elev af Kunstakademiet (modelskolen), vandt 1808 i to på hinanden følgende kvartaler Akademiets sølvmedaljer og konkurrerede allerede året efter til den lille guldmedalje som kobberstikker. I marts 1810 blev medaljen tilkendt ham for et stik efter Hjob af Giovanni Lanfranco. Derpå konkurrerede han også til den store guldmedalje, som blev tilkendt ham i juni 1814 for et stik efter et maleri af Carlo Lotto, Den døende Cato. Begge malerier var i Den kgl. Malerisamling.

## Rejser
Kort efter stak han Ludvig Holbergs Barselstuen efter Christian August Lorentzens maleri og et portræt af kommandør Carl Wilhelm Jessen. Hans ansøgning om rejsestipendiet kunne ikke opfyldes fra Akademiets side, da han ikke var født dansk undersåt, men det anbefalede ham til kgl. understøttelse. Den 3. december 1816 fik han imidlertid naturalisationspatent (gratis). I 1817 foreviste han Akademiet fire kobberstik forestillende optrin fra Frederik VI's kroning, som det synes efter kunstnerens egen tegning, hvilke blev dadlede temmelig strengt af Akademiet, så at han endog måtte retouchere pladerne under Johann Friderich Clemens' og Johan Georg Preislers tilsyn. Fra samme år er et kobberstukket portræt af skuespiller Peter Foersom. Endelig fik han ved kgl. resolution af 7. april 1818 et rejsestipendium på 800 rigsdaler rent sølv for to år, med pålæg om først og fremmest at rejse til Paris. I november 1820 søgte han om et års forlængelse, men fik i 1821 kun 400 Rdl. og 300 Rdl. "til Hjemrejse". Dog fik han 1823 300 Rdl. til dækning af gæld. I udlandet lagde han sig efter litografien, og de arbejder af ham såvel i stentryk som i kobberstik, der af præses blev foreviste Akademiet (3. marts 1823), overtydede forsamlingen om, "at han havde anvendt sin Tid og sit Stipendium med Nytte". Det besluttedes, at de skulle udstilles samme år. Det var hertugen af Augustenborgs portræt i kobberstik og otte litografier efter Pierre-Narcisse Guérin, Horace Vernet og Paulus Potter.

## Karriere
Efter sin hjemkomst (1824) udførte han et stik efter Thorvaldsens portræt i Akademiet, malet af C.W. Eckersberg, hvilket han dog først indsendte som færdigt til Akademiet den 26. juli 1830 for derpå at blive medlem. Akademiet mente dog kun at kunne agreere ham på et sådant mindre blad, hvori der endog kunne gøres grundede indvendinger mod tegningen, og han blev aldrig medlem af Akademiet, uagtet han modtog opgave dertil, nemlig at udføre et stik efter Bernardino Luinis Den hellige Catharine, i Den kgl. Malerisamling. Senere udstillede han kun nogle kobberstukne portrætter, en kridttegning efter Rubens og i 1856, da man sidste gang så noget af ham, to portrætter af Christian IV efter Karel van Mander III og et portræt af Carl Friedrich von Rumohr. Han levede ugift dels i Hamborg, dels i København, men det har ikke kunnet oplyses, hvornår han er død. Han har udstillet fra 1810-56, men kun nogle få gange i dette lange tidsrum.
Han var ugift. 